# Basiliscus galeritus
Basiliscus galeritus ou Basilisco-ocidental é uma espécie de lagarto.
A sua distribuição compreende o ocidente da Colômbia e do Equador e a América Central.
Tal como o resto das espécies do  género Basiliscus, o Basilisco-ocidental tem a capacidade de correr sobre a água sem afundar.